# دار ميمون (بني منسليمان)
دار ميمون هو دُوَّار يقع بجماعة بني بوزرة، إقليم شفشاون، جهة طنجة تطوان الحسيمة في المملكة المغربية. ينتمي الدوّار لمشيخة بني منسليمان التي تضم 11 دوار. يقدر عدد سكانه بـ 486 نسمة حسب الإحصاء الرسمي للسكان والسكنى لسنة 2004.

## روابط خارجية
- البوابة الوطنية للجماعات الترابية نسخة محفوظة 12 مارس 2018 على موقع واي باك مشين.
- المندوبية السامية للتخطيط